# Selište Kostajničko
Selište Kostajničko falu Horvátországban, a Sziszek-Monoszló megyében. Közigazgatásilag Hrvatska Kostajnicához tartozik.

## Fekvése
Sziszek városától légvonalban 30, közúton 46 km-re délkeletre, községközpontjától légvonalban 4, közúton 6 km-re északkeletre, Hrvatska Kostajnica és Rausovac között fekszik.

## Története
A település a török kiűzése után a 17. század végén keletkezett, amikor Boszniából érkezett horvátokat telepítettek be. az első katonai felmérés térképén „Dorf Szelische” néven szerepel. Lipszky János 1808-ban Budán kiadott repertóriumában szintén „Szelische” néven szerepel.  Nagy Lajos 1829-ben kiadott művében ugyancsak „Szelische” néven 46 házzal és 235 katolikus vallású lakossal találjuk. A katonai határőrvidék kialakítása után a Petrinya központú második báni ezredhez tartozott. A katonai közigazgatás megszüntetése után Zágráb vármegye részeként a Kostajnicai járás része volt.
1857-ben 246, 1910-ben 373 lakosa volt. 1918-ban az új szerb-horvát-szlovén állam, majd később Jugoszlávia része lett. Különösen nehéz időszakot élt át a térség lakossága a II. világháború alatt. 1941-ben a németbarát Független Horvát Állam része lett. A délszláv háború előtt lakosságának 89%-a horvát, 9%-a szerb nemzetiségű volt. 1991. június 25-én a független Horvátország része lett. A délszláv háború idején 1991-ben elfoglalták a JNA erői és a szerb szabadcsapatok. A szerb agressziónak több halálos áldozata volt. A Krajinai Szerb Köztársasághoz tartozott. 1995. augusztus 6-án a Vihar hadművelettel foglalta vissza a horvát hadsereg. A szerb lakosság nagy része elmenekült. A falu önkéntes tűzoltóegyletét 1998-ban alapították. A településnek 2011-ben 102 lakosa volt.

## Népesség
| Lakosság változása | Lakosság változása | Lakosság változása | Lakosság változása | Lakosság változása | Lakosság változása | Lakosság változása | Lakosság változása | Lakosság változása | Lakosság változása | Lakosság változása | Lakosság változása | Lakosság változása | Lakosság változása | Lakosság változása | Lakosság változása |
| ------------------ | ------------------ | ------------------ | ------------------ | ------------------ | ------------------ | ------------------ | ------------------ | ------------------ | ------------------ | ------------------ | ------------------ | ------------------ | ------------------ | ------------------ | ------------------ |
| 1857               | 1869               | 1880               | 1890               | 1900               | 1910               | 1921               | 1931               | 1948               | 1953               | 1961               | 1971               | 1981               | 1991               | 2001               | 2011               |
| 246                | 263                | 292                | 331                | 354                | 373                | 349                | 354                | 283                | 236                | 184                | 173                | 156                | 159                | 114                | 102                |

## Kultúra
A település kulturális és művészeti egyesülete a KUD Selište Kostajničko. Az egyesület ápolja a település népi hagyományait, népszokásait, népművészetét és népviseletét. Országszerte számos fesztiválon képviselte már a falut. Énekkara, tánckara, tamburazenekara működik.